# Mariakapel (Afferden)

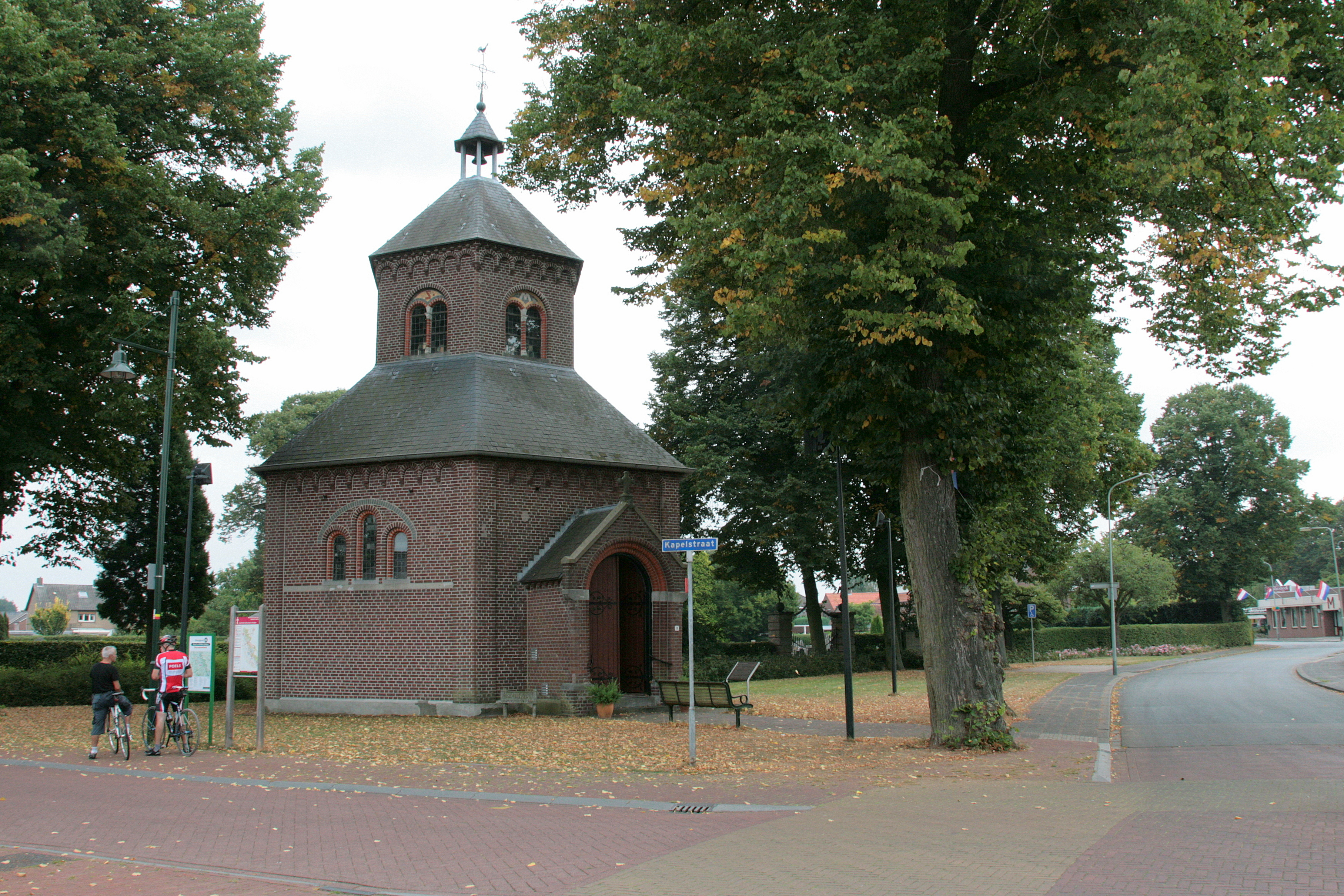
Mariakapel

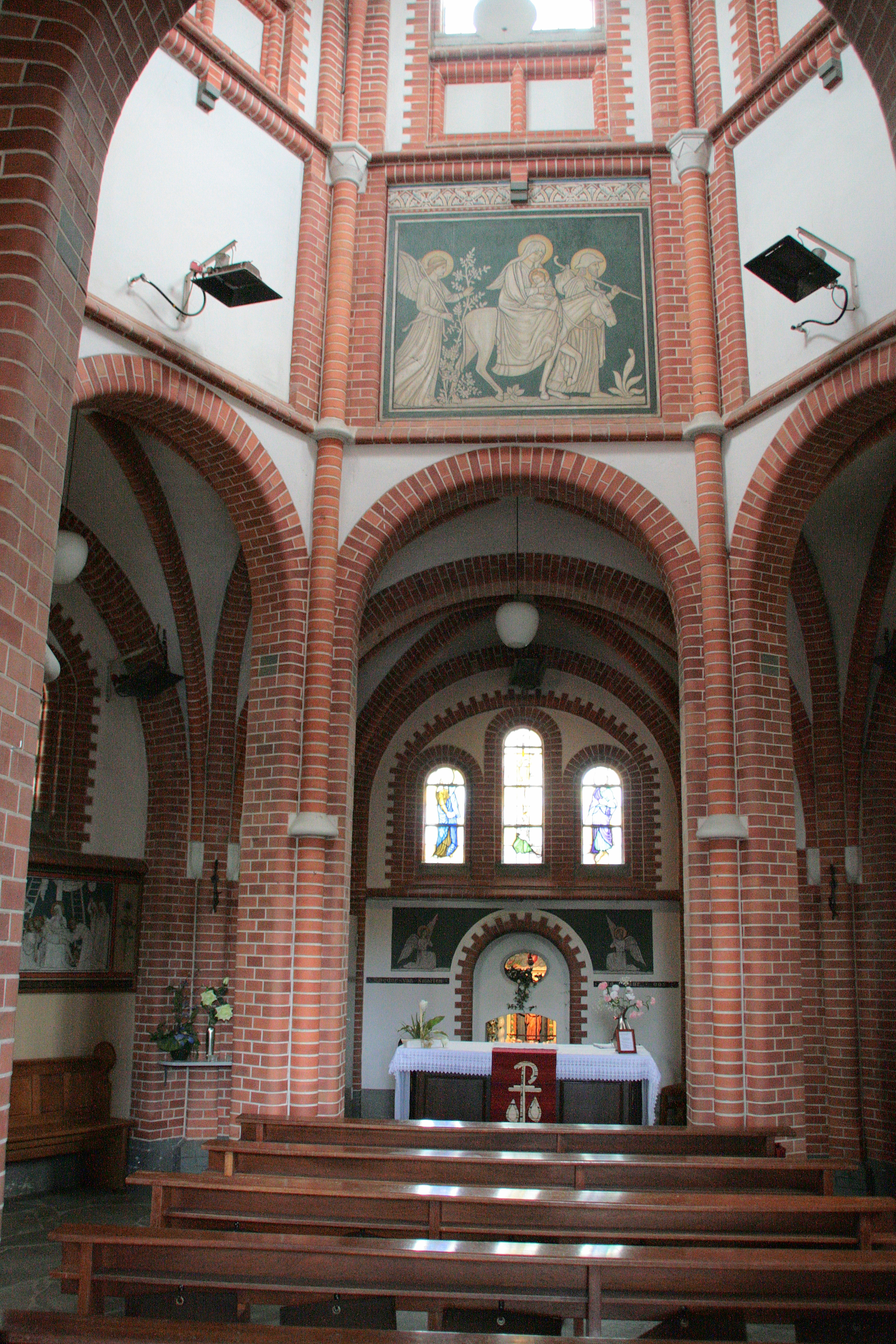
Interieur van de Mariakapel

De Mariakapel is een zeshoekige kapel in Afferden in de Nederlands Midden-Limburgse gemeente Bergen. De kapel staat nabij de kruising van de Kapelstraat en de Langstraat ten westen van de begraafplaats. Op ongeveer 170 meter naar het westen staat de Sint-Cosmas en Damianuskerk.
De grote kapel is opgedragen aan Maria.
Direct naast de grote kapel staat een tweede, kleine kapel die ongeveer drie eeuwen ouder is, de Onze-Lieve-Vrouw-van-Smartenkapel. Voor de ingang van de kapel staan er twee lindes.

## Geschiedenis
In 1909 werd de kapel gebouwd direct naast de eeuwen oude Onze-Lieve-Vrouw-van-Smartenkapel.
Op 24 juni 2002 werd de Mariakapel ingeschreven in het rijksmonumentenregister.

## Bouwwerk
De kapel is gebouwd met donkerrode bakstenen in kruisverband in neoromaanse stijl op een zeshoekig plattegrond met aan de koorzijde en ingangszijde een kleine uitbouw. Tegen de uitbouw aan de koorzijde staat de oude Onze-Lieve-Vrouw-van-Smartenkapel. De Mariakapel heeft een centraalbouw gedekt door een zeszijdig tentdak boven de zijbeuken. Boven het centrale deel van de kapel bevindt zich een verhoogde lantaarn met wederom een zeszijdig tentdak met daar bovenop een klokkenstoel met zeszijdig tentdak met windhaan. De ingangspartij wordt gedekt door een verzonken zadeldak achter een tuitgevel met nokkruis en schouderstukken, de uitbouw aan de koorzijde door een half schilddak dat ingestoken is op het hoofdvolume. De daken van de kapel zijn gedekt met leien die in Maasdekking zijn gelegd. De gevels zijn voorzien van hoeklisenen met boogfriezen en bloktanddecoratie. De vier gevels van de zijbeuken (zonder uitbouw) hebben elke drie gekoppelde rondboogvensters, waarbij het middelste venster hoger is. De zes gevels van de lantaarn bevatten elk twee gekoppelde rondboogvensters onder een rondboogfries met vulstuk. In ieder vulstuk is een letter aangebracht met opeenvolgend de letters S, M, N, O en P, behalve een vulstuk met het jaartal 1909.
Aan de binnenzijde is de kapel grotendeels bepleisterd, behalve de rode bakstenen kolommen, lijsten en gewelfribben. De ingangspartij heeft een houten tongewelf, de zes zijbeuken hebben kruisribgewelven. Tussen de kolommen van het hoofdvolume bevinden zich rondboogvormige doorgangen. In de kooruitbouw is een eenvoudig altaar geplaatst.